# Özge Bayrak
Özge Bayrak (Bursa, 14 de febrero de 1992) es una deportista turca que compite en bádminton, en las modalidades individual y dobles. Ganó una medalla de bronce en los Juegos Europeos de Bakú 2015, y una medalla de bronce en el Campeonato Europeo de Bádminton de 2014.

## Palmarés internacional
| Juegos Europeos    | Juegos Europeos   | Juegos Europeos   | Juegos Europeos |
| Año                | Lugar             | Medalla           | Prueba          |
| ------------------ | ----------------- | ----------------- | --------------- |
| 2015               | Bakú (Azerbaiyán) | Medalla de bronce | Dobles          |
| Campeonato Europeo |                   |                   |                 |
| Año                | Lugar             | Medalla           | Prueba          |
| 2014               | Kazán (Rusia)     | Medalla de bronce | Individual      |